# Rocks
Rocks é o quarto álbum de estúdio da banda norte-americana de hard rock Aerosmith. É um dos álbuns mais aclamados pelo público, e foi lançado em 3 de maio de 1976.
Em 2003, o disco foi incluído na lista da revista Rolling Stone no nº 176 dos 500 Melhores Álbuns de Todos os Tempos.
Desde o seu lançamento, o disco atingiu Quatro Platinas.

## Alinhamento de faixas
| Lado 1 |                      |                          |         |  |
| N.º    | Título               | Compositor(es)           | Duração |  |
| 1.     | "Back in the Saddle" | Joe Perry e Steven Tyler | 4:39    |  |
| 2.     | "Last Child"         | Tyler, Brad Whitford     | 3:27    |  |
| 3.     | "Rats in the Cellar" | Perry e Tyler            | 4:06    |  |
| 4.     | "Combination"        | Perry                    | 3:39    |  |

| Lado 2         |                      |                     |         |  |
| N.º            | Título               | Compositor(es)      | Duração |  |
| 1.             | "Sick as a Dog"      | Tom Hamilton, Tyler | 4:12    |  |
| 2.             | "Nobody's Fault"     | Tyler e Whitford    | 4:45    |  |
| 3.             | "Get the Lead Out"   | Perry e Tyler       | 3:42    |  |
| 4.             | "Lick and a Promise" | Perry e Tyler       | 3:05    |  |
| 5.             | "Home Tonight"       | Perry e Tyler       | 3:15    |  |
| Duração total: | Duração total:       | Duração total:      | 34:31   |  |

## Créditos
- Tom Hamilton - baixo, guitarra base em "Sick As A Dog"
- Joey Kramer - Percussão, bateria
- Joe Perry - guitarra solo, backing vocal, baixo em "Sick As A Dog"
- Steven Tyler - gaita, piano, vocais
- Brad Whitford - guitarra base, guitarra solo em "Sick As a Dog"

Adicionais
- Paul Prestopino - banjo
- A música "Last Child" teve participação na trilha sonora do jogo Guitar Hero 2.
- As músicas "Back in the Saddle", "Rats in the Cellar", "Combination" e "Nobody's Fault" estão na trilha sonora do jogo Guitar Hero Aerosmith

## Charts
| Críticas profissionais | Críticas profissionais |
| Avaliações da crítica  | Avaliações da crítica  |
| Fonte                  | Avaliação              |
| ---------------------- | ---------------------- |
| allmusic               | [ 3 ]                  |
| Rolling Stone          | [ 4 ]                  |
| Robert Christgau       | A−                     |

Álbum - Billboard (EUA)
| Ano  | Chart      | Posição |
| ---- | ---------- | ------- |
| 1976 | Pop Albums | 3       |

Singles - Billboard (EUA)
| Ano  | Single               | Chart       | Posição |
| ---- | -------------------- | ----------- | ------- |
| 1976 | "Home Tonight"       | Pop Singles | 71      |
| 1976 | "Last Child"         | Pop Singles | 21      |
| 1977 | "Back in the Saddle" | Pop Singles | 38      |

## Certificações
| Organização | Nível      | Data                   |
| ----------- | ---------- | ---------------------- |
| RIAA - EUA  | Ouro       | 21 de Março de 1976    |
| RIAA - EUA  | Platina    | 9 de Julho de 1976     |
| RIAA - EUA  | 2x Platina | 19 de Outubro de 1984  |
| RIAA - EUA  | 3x Platina | 21 de Dezembro de 1988 |
| RIAA - USA  | 4x Platina | 26 de Novembro de 2001 |